# Елисей Манов
Елисей Манов е български революционер, просветен деец от Възраждането, общественик.

## Биография
Манов е роден в Пирот. Внук е на Георги Дюстабанлията и син на Мано Лилов, възрожденски дейци от Пирот. Основен учител е в родния си град от 1872 до 1876 година, като организира и развива читалищното дело в града и популяризира творчеството на Петко Рачов Славейков и други възрожденци. Участва в дейността на Пиротския революционен комитет, поддържа връзки с Тодор Каблешков.
В 1878 година участва в организирането на съпротива срещу сръбската окупация на Пирот и пише редица протесни писма на пиротчани против откъсването на Пиротско от България. След 1878 година Манов емигрира в България. Учителства в Пирдоп и Цариброд. Участва като доброволец в Сръбско-българската война. След 1885 г. живее в София. Работи в Сметната палата. Подпомага Константин Иречек и Васил Златарски при проучвания и изследвания на родния му край. През 1917-1918 година е член е на Поморавския народо-просветен комитет. През 1918 – 1919 година се противопоставя на повторното включване на Пирот в Сърбия и подписва Адрес-плебисцит на живеещите в България пиротчанци до президента на САЩ Уилсън и правителствата на държавите от Антантата.